# Волконский, Пеэтер Андреевич
Пе́этер (Пётр Андреевич) Волко́нский (эст. Peeter Volkonski; 12 сентября 1954, Таллин, Эстонская ССР) — эстонский режиссёр, актёр, рок-музыкант, композитор, сценарист.
Рюрикович, из 2-й ветви княжеского рода Волконских.

## Биография
Отец — князь Андрей Михайлович Волконский (1933—2008), праправнук декабриста С. Г. Волконского. Мать — Хельви Юриссон (1928—2023), эстонская поэтесса. 
В 1972—1976 учился в Таллинской консерватории. С 1976 выступал как режиссёр, актёр, рок-музыкант, композитор. В 1978 вместе с Урмасом Алендером и рядом других музыкантов основал панк-рок-ансамбль «Propeller».
В 1990 году представил музыкальный проект «Рабовладельческая партия Эстонии», импровизированный конгресс которой состоялся в Тарту.
В феврале 2001 года награждён эстонским орденом Белой звезды 5-й степени.

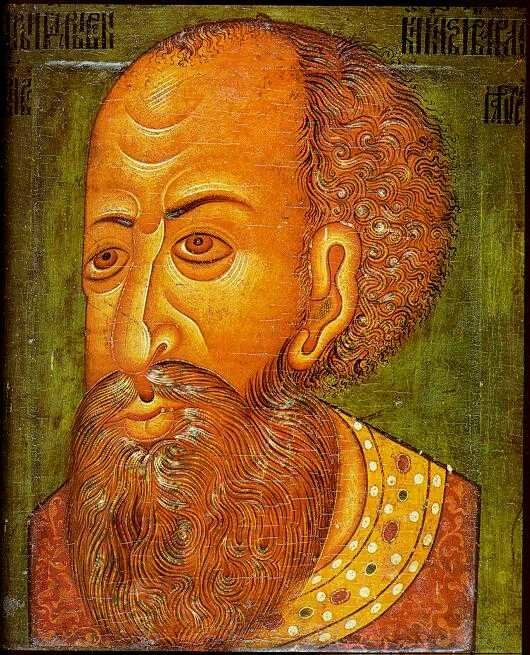
Иван IV, парсуна

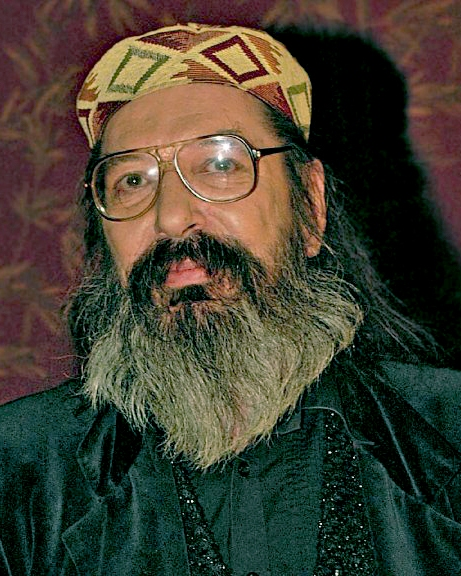
Пеэтер Волконский

Пеэтер Волконский — прямой потомок Софьи Палеолог, правнук в 11 колене двоюродной сестры Ивана IV Грозного, Анастасии Петровны. Он приходится внуком певцу и актёру Михаилу Волконскому, все четверо бабушек и дедушек которого происходят из потомства Андрея Ивановича Голицына и Анны Ивановны Бельской — соответственно пра-правнука и правнучки Евдокии, младшей сестры Василия III. Можно наблюдать видимое сходство черт Пеэтера Волконского и сохранившихся свидетельств об облике Ивана Грозного — его двоюродного прадеда в 11 поколении, в том числе в реконструкции по черепу М. М. Герасимова, который обнаружил у царя «тяжёлый нос потомка Палеологов, брезгливо-чувственный рот». Также является прямым потомком Михаила Ломоносова -  жена Сергея Волконского Мария была правнучкой Михаила Ломоносова.

## Творчество
- Танго-опера «Мария из Буэнос-Айреса». Автор: Астор Пьаццолла; режиссёр: Пеэтер Волконский.
- Книга Propeller XV (Fugata Ltd., 1995, CD MC)
- Песня Die Woche.[8][9].
- Сборник стихов и воспоминаний. — Menu Kirjastus, Таллин 2009. — 224 с. — ISBN 978-9985-9980-6-9 (эст.)

## Фильмография
Актёр в художественных фильмах (выборочно):
- 1975 — Школа господина Мауруса — Солотарский
- 1983 — Замкнутый круг (СССР) — тип с сигарой (нет в титрах)
- 1991 — Пляска смерти — Михель Ситтов
- 1997 — Все мои Ленины / Minu Leninid (Россия, Эстония, Дания, Финляндия) — Григорий Зиновьев
- 2006 — Ведьма (Россия) — доктор
- 2007 — Красный жемчуг любви (Россия, Украина) — Борис, приятель Шамана